# Fabronia eckloniana
Fabronia eckloniana är en bladmossart som beskrevs av Hampe in C. Müller 1859. Fabronia eckloniana ingår i släktet Fabronia och familjen Fabroniaceae. Inga underarter finns listade i Catalogue of Life.